# 通貨バスケット制

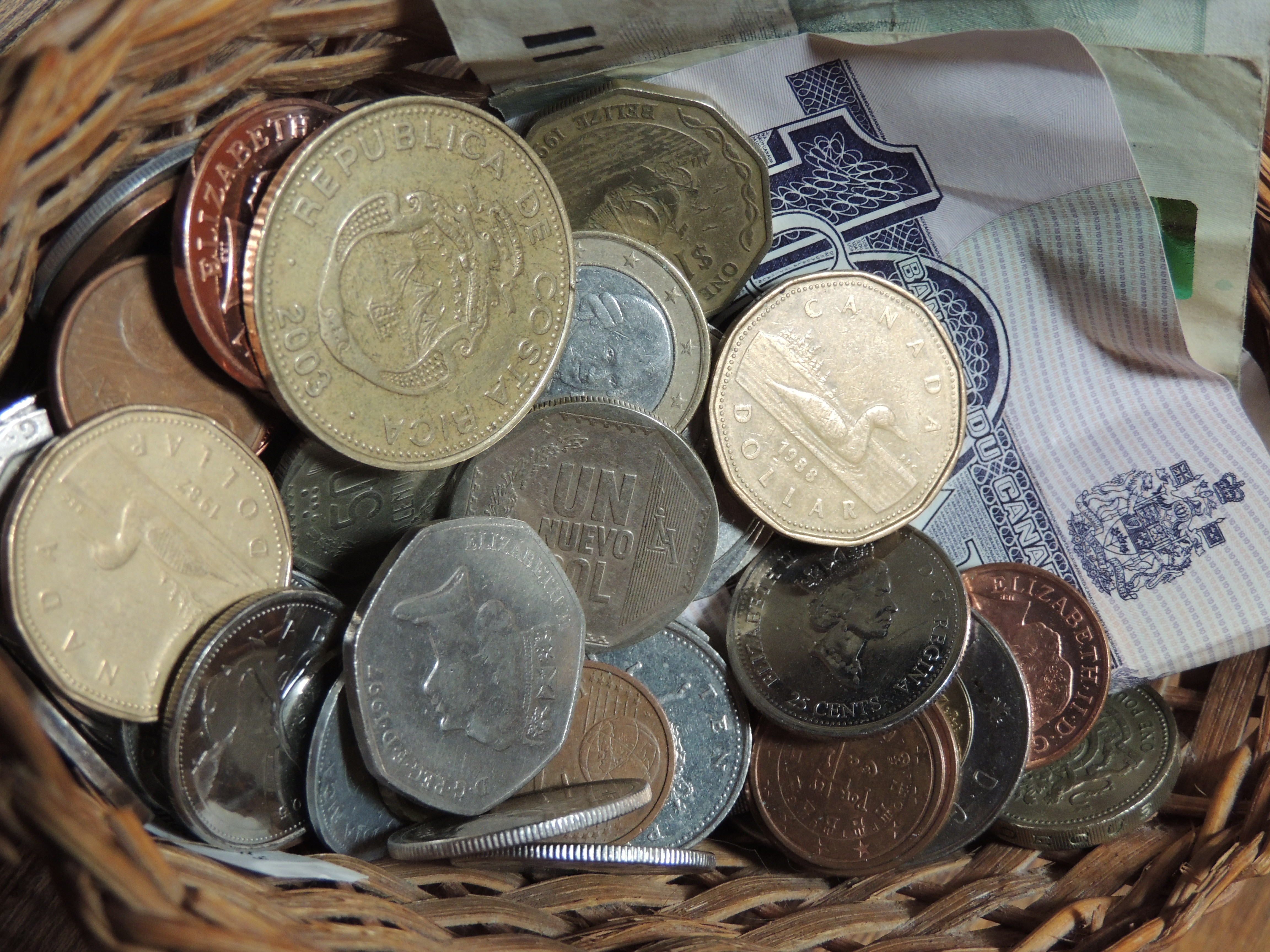
文字通りの通貨バスケット

通貨バスケット制（つうかバスケットせい、英: Currency basket）は、自国の通貨を複数の外貨に連動したレートにする固定相場制のこと。

## 概要
通貨バスケットは、経済が多様化し生産が少ない小国に適している。これらの国は世界経済とうまく融合しているため、外部からの干渉の影響を受けやすくなる。これらの国の外国為替取引量は比較的小さく、比較的弾力性のない貿易の流れ、金融市場が比較的未発達であるため、変動相場制のコストが高くなる可能性がある。さらに単一の主要通貨との連動は、その国の通貨と連動した通貨の変動に対応する他の通貨の望ましくない変動を引き起こす。
通貨バスケットを使用すると、より安定した国際貿易競争が引き起こされ、貿易収支の経済的影響が軽減され、国内総生産（GDP）が安定する。通貨バスケットの連結は、外国の流動負債を減らす可能性もあり、これは短期の為替リスクの影響を受け、資本の流れの方向に対する逆転の影響を受ける。言い換えれば、外資との連携制度は、その国の高リスク外国資本への依存を減らし、同時に証券投資や外商直接投資などの長期外国投資に影響を与えない。